# Polistes angulinus
Polistes angulinus är en getingart som beskrevs av Richards 1951. Polistes angulinus ingår i släktet pappersgetingar, och familjen getingar. Inga underarter finns listade i Catalogue of Life.